# Cortodera kochi
Cortodera kochi là một loài bọ cánh cứng trong họ Cerambycidae.